# Бергенхузен
Бергенхузен (нем. Bergenhusen) — община в Германии, в земле Шлезвиг-Гольштейн. 
Входит в состав района Шлезвиг-Фленсбург. Подчиняется управлению Штапельхольм.  Население составляет 677 человек (на 31 декабря 2010 года). Занимает площадь 18,22 км².